# Дроздовская артиллерийская бригада
Дроздовская артиллерийская бригада — артиллерийская часть Дроздовской дивизии, участвовавшая в Гражданской войне в составе Вооружённых сил Юга России и Русской армии.

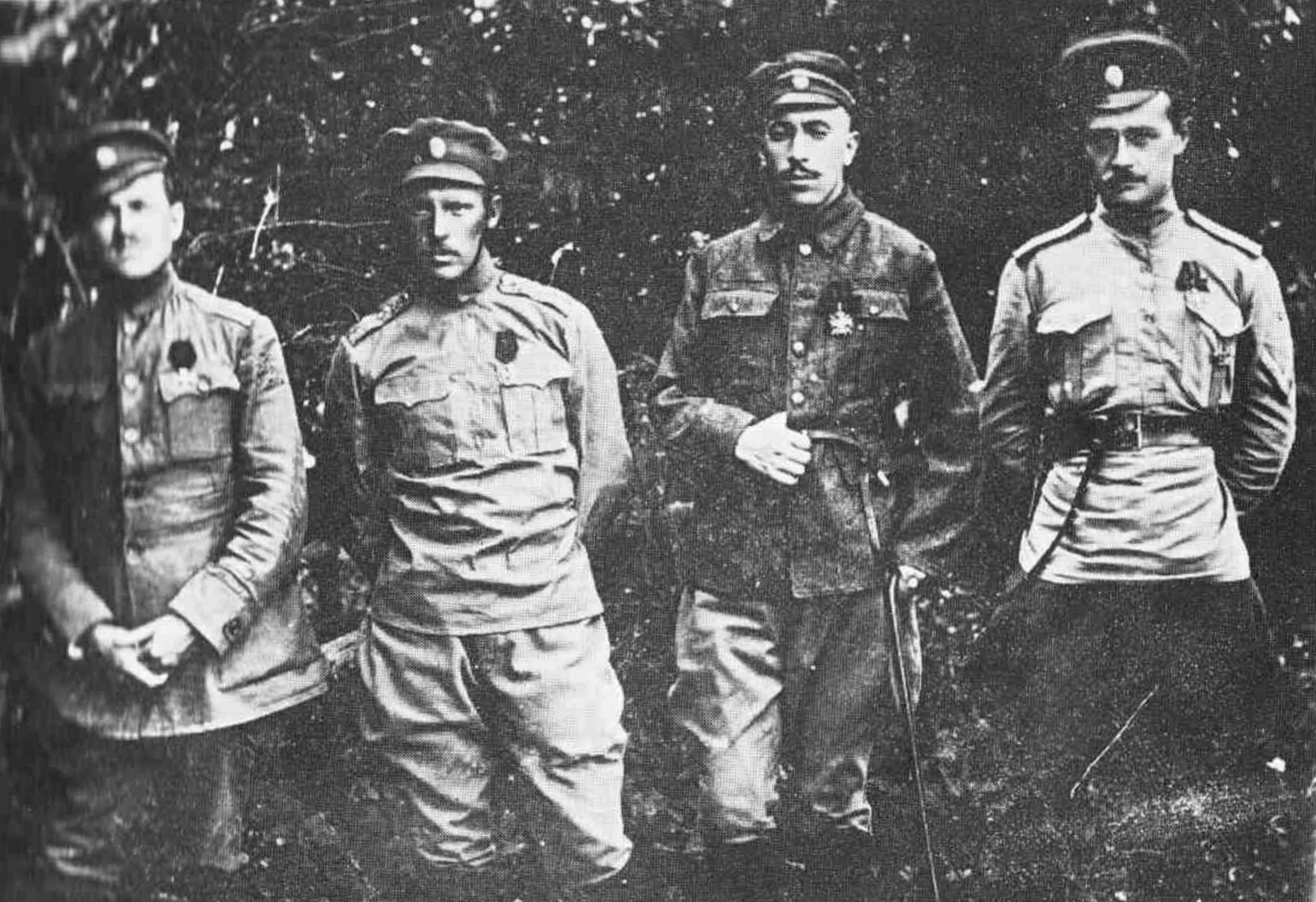
Офицеры бригады: ген.-майор Чеснаков, полк. Косицкий, полк. Думбадзе, полк. Гулевич.

Первоначально была сформирована во ВСЮР 4 апреля 1919 года как 3-я артиллерийская бригада из артиллерии отряда полковника Дроздовского. Включала дивизионы: 1-й (1-я и 2-я легкие батареи), 2-й (3-я и 4-я легкие батареи), 4-й (7-я и 8-я легкие гаубичные батареи), с 1 июля 1919 года — и 3-й дивизион (5-я и 6-я батареи). Входила в состав 3-й пехотной дивизии. После преобразования дивизии в Дроздовскую 22 октября 1919 года бригада получила наименование Дроздовской артиллерийской бригады. На 16 апреля 1920 года включала 1-й, 2-й и 4-й дивизионы.
В Русской армии с мая по август 1920 года бригада потеряла 473 человека. В Крыму 1-я, 2-я, 3-я и 7-я батареи были пожалованы серебряными трубами с лентами ордена Св. Николая Чудотворца. В ноябре 1920 года эвакуировалась из Крыма в Галлиполи, где была сведена в Дроздовский артиллерийский дивизион в составе 1-го армейского корпуса. Командиром дивизиона был назначен генерал-майор Ползиков. Во время пребывания в Галлиполи чины дивизиона издавали журналы: «Веселые бомбы», «Думки залетные» и «Лепта артиллериста».
После преобразования армии в Русский общевоинский союз дивизион до 1930-х годов оставался кадрированной частью, несмотря на распыление его чинов по разным странам. Осенью 1925 года насчитывал 391 человека, в том числе 263 офицера. Начальником группы дивизиона во Франции был полковник Шеин, в Болгарии — полковник И. К. Камлач.

## Командный состав
Командиры бригады:
- генерал-майор В. А. Мальцев (до 4 августа 1919);
- полковник (генерал-майор) М. Н. Ползиков.

Командиры дивизионов:
- 1-го — полковник В. А. Протасович;
- 2-го — полковник А. А. Шеин, полковник В. А. Протасович (с 13 апреля 1919), полковник В. В. Горкунов (с 28 ноября 1919);
- 3-го — полковник П. А. Соколов;
- 4-го — полковник А. К. Медведев (с 13 апреля 1919).

Командиры батарей:
- 1-й — полковник В. Б. Туцевич (до 2 июня 1919; убит), полковник Н. В. Чеснаков (с 24 августа 1919), полковник Н. А. Косицкий (с 23 сентября 1920);
- 2-й — капитан Лазарев, подполковник В. А. Протасович (до 13 апреля 1919), капитан (полковник) П. В. Николаев (с 24 апреля 1919);
- 3-й — капитан Н. Ф. Соловьев (с 24 апреля 1919), подполковник П. А. Соколов, полковник А. Г. Ягубов (с 24 августа 1919);
- 4-й — полковник А. А. Самуэлов;
- 5-й — полковник А. А. Станкевич (с 22 июля 1919), подполковник А. В. Мусин-Пушкин (до 10 августа 1920; убит), подполковник Гамель;
- 6-й — полковник Е. В. Бельский (22 июля 1919 — 17 мая 1920), подполковник Л. Л. Маслов;
- 7-й — подполковник Б. Г. Чижевич, подполковник (полковник) Н. Ф. Соловьев, полковник А. К. Медведев (до 13 апреля 1919), полковник С. Р. Нилов;
- 8-й — полковник Б. Б. де Поллини (24 апреля — 23 октября 1919), подполковник М. В. Абамеликов (май 1920), подполковник Д. М. Прокопенко.

Бригадный адъютант — подполковник А. М. Пинчуков.

## Форма
Чины бригады носили малиновые фуражки с черным околышем и красные погоны с черной выпушкой, золотыми орудиями и буквой «Д».